# Povijest filma
Početci filma sežu u daleku prošlost, dalju nego li je uvriježeno mišljenje. No, najznačajniji razvoj filma odvija se tijekom 19. i 20. stoljeća, te se nastavlja i danas. Film se postupno razvio od karnevalske novine do najznačajnijeg oblika komunikacije, zabave i masovnih medija 20. stoljeća. U isto vrijeme, film je imao značajan utjecaj na umjetnost, tehnologiju i politiku.

## Camera obscura
Prve skice camere obscure skicirao je i opisao još 1500. godine Leonardo da Vinci. To je bila primitivna kutija od dasaka s rupicom na jednoj strani, a unutar kutije (sanduka) nalazila se svijeća koja je isijavala svijetlo kroz rupicu, te ako se ispred nje stavio neki predmet, mogla se na zidu pratiti projekcija tog predmeta.

## Projekcijski uređaji
Prije toga poznati su principi današnje projekcije u staroj Kini. Bila je to projekcija sjena na praznom bijelom platnu, okrenutom prema publici. Prve spoznaje o prolasku svjetlosti kroz prozirne predmete opisao je 1589. godine John Baptist Porta. On je na staklo ucrtavao slova i slike, te ih okretao prema suncu i promatrao sjene na podu. Bila je to preteča tzv. Čarobne svjetiljke poznatije u povijesti kao "Laterna Magica". Njemački svećenik, fizičar i matematičar Athanasius Kircher u 17. stoljeću konstruirao je uređaj pomoću kojega je noću projekcirao slike na suprotnoj zgradi, na koju je stavio veći papir. Izvor svjetla bila je obična svijeća. A da bi dobio oštru sliku, ispred crteža je stavio leću. Ovakva naprava je kod ljudi izazvala strah i paniku. Nizozemac Christiaan Huygens razvio je 1659. godine izum koji je imao sve osnovne elemente suvremenog projekcijskog stroja – Laternu magicu.
Sličnu napravu konstruirao je Danac Thomas Walgenstein, također u to vrijeme. Povjesničari još nisu ustanovili kome dati prioritet. Pitanje je nije li Walgenstein kopirao Huygens izum. Naime, sačuvani su jedino dokumenti o izumu Huygensa. Kircher prvi je temeljito opisao Laternu magicu, a skicu je 1690. objavio Claude F.M. Dechales.

## Pokretne slike
No ove slike su bile nepokretne, no imaju veliko značenje, jer je izumljena projekcija. 1800. godine Belgijanac Gasper Robertson izumio je uređaj kojeg je nazvao phantaskop. Ovaj je uređaj snimke pokazivao kao stražnja projekcija, a gledatelje je zadivio pokretnom slikom, koju je postizao tako da je projektor približavao ili udaljavao od projekcijskog platna. Ako tome dodamo da je među prvima sliku popratio tonskim komponentama, te da je održao brojne uspjele projekcije u Parizu, Budimpešti i Beču, bit će jasno što je phantaskop značio za ono vrijeme.

## Serijska fotografija
Od 1874. – 1894. godine traje razdoblje kronofotografije ili fotografije u vremenu, koja je preteča današnje kinematografije. Tako 1874. godine francuski astronom Pierre Janssen konstruirao fotografski "revolver" koji jednim okidanjem bilježi 48 snimaka u nizu.
Majstor serijske fotografije smatra se Eadweard Muybridge koji je ovaj sistem fotografije upotrijebio kao sredstvo analize pokreta životinja i ljudi. Najpoznatiji je njegov pokus iz 1867. godine s 24 foto-aparata, jedan do drugoga, koje je postavio poprečno na smjer kretanja konja. Postavio je konopce čije je krajeve povezao s okidačima fotoaparata. Kako je konj prolazio i trgao konopce, redom je pokretao okidač na foto-aparatu i vršio samosnimanje. Rezultat su bile fotografije konja u vremenskim intervalima, što je dokazalo da konj dok trči u nekim trenucima ne dodiruje tlo. Njemački fotograf Ottomar Anschütz između 1885. i 1894. konstruira tahyskop što bismo mogli u slobodnom žargonu zvati «električnim brzogledačem». Snimke su se montirale na velike okrugle ploče koje se promatraju na posebnoj napravi tahyskopu, koji u trenutku kada se pojedinačna slika nađe pred otvorom za reprodukciju, okida električnu bljeskalicu, te slika bude osvjetljenja sa stražnje strane. U početku, takve snimke mogao je gledati samo jedan čovjek, dok se nekoliko godina kasnije nakon usavršavanja nije dobila dimenzija od 6x8 metara. Taj je izum predstavljen u Berlinu 1894. godine.
Nekoliko godina ranije, odnosno 1889. godine George Estman pronalazi celuloidnu podlogu.

## Kinematoskop
Louis Aima Augustin Le Prince konstruirao je prvu filmsku kameru, a iste godine Englez William Friese, radi kameru za film širine 100 mm.
Sljedeće značajno ime je Thomas Alva Edison  koji je 1888. godine prijavio uređaj kinematoskop, a sam patent je javno prezentiran tek četiri godine kasnije. Taj uređaj je prvi projektor koji je poznat u povijesti filma. Međutim Edison je za kinematografiju poznat i po činjenici da je koristio film širine 35 mm koji je i danas profesionalni i najrašireniji filmski format.

## Film kao umjetnost
Za filmsku je umjetnost zaslužan i Max Skladanowsky koji je kamerom koju je konstruirao 1892. snimio prvi film i projekcirao ga 1895. godine u Berlinskom vrtu uz pomoću uređaja, bioskop. Projektor se u dosta detalja razlikovao od onog Edisonovog, no značajna je činjenica da za razliku od Edisonovog kinematoskopa, Skladanowskyjev bioskop je moglo gledati puno ljudi istovremeno.
Rođendanom kinematografije smatra se 28. prosinca 1895. godine kada su braća Lumiere (August i Louis) svojim univerzalnim uređajem «kinematografom» koji je služio kao kamera i projektor, održali u pariškom Grand Cafeu prvu projekciju svojih filmova. Od toga dana počinje mnogobrojno usavršavanje filmskih kamera i projektora. 
Ako zanemarimo Dicksonove rane eksperimente sa zvukom (1894.), film je bio čista likovna umjetnost nijemih pokretnih slika kroz cijelo 19. stoljeće i početkom 20. st., kada se javljaju i prvi pokušaji stvaranja narativne strukture uz pomoć povezanih scena. Kasnije su scene razlomljene na više kadrova različitih dužina i planova. Pokret kamere je dodan kasnije kako bi se pojačala dramatika filmske priče. 
Kako publika ne bi u potpunoj tišini gledala filmove, vlasnici kazališta i filmskih dvorana su često angažirali pijanista ili orguljaša, pa čak i cijeli orkestar koji su izvodili glazbu koja je pratila radnju i atmosferu u filmu. Već početkom 1920-ih većina filmova je dolazila s pripremljenim glazbenim notnim zapisom, ili s cjelokupnom filmskom glazbom za filmove velike produkcije.
Razvoj europskog filma je prekinut početkom Prvog svjetskog rata, u isto vrijeme kada je u SAD-u započeo razvoj filmske industrije u Hollywoodu, zahvaljujući prije svega inovacijma D. W. Griffitha u filmovima Rađanje jedne nacije (1915.) i Netrpeljivost (1916.). No, 1920-ih, su europski redatelji, kao Sergej Ejzenštejn, F. W. Murnau, i Fritz Lang, zajedno s europljanima u SAD-u (Charles Chaplin, Buster Keaton i dr.), sustigli američku kinematografiju i nastavili njen razvitak. Tada su započeta istraživanja tehnologije spajanja zvučnog zapisa govora, glazbe i zvučnih efekata s filmskom akcijom, čime je nastao zvučni film. 
Sljedeći korak bio je razvoj filma u boji, ili tzv. „prirodnog filma“. Iako je zvučni film jako brzo zamijenio nijemi, film u boji je prihvaćen postupno s razvitkom tehnologije koja je bivala sve jeftinijom i praktičnijom, da bi nakon Drugog svjetskog rata proizvodnja filmske trake u boji bila skoro iste cijene kao i crno-bijelog filma. Filmska industrija u SAD-u je prepoznala važnost boje kao velike prednosti nad tada novoj konkurenciji filmu – televiziji, koja je ostala crno-bijelom sve do polovice 1960-ih. Koncem 1960-ih, filmovi u boji su postali gotovo pravilom.
Raspadom velikih filmskih studija u 1960-im, u sljedećim desetljećima nastale su brojne promjene u filmskoj produkciji i filmskim stilovima. Razni novi pokreti (poput „Francuskog novog vala“, indijskog „Paralelnog filma“, „Japanskog novog vala“, te „Novog Hollywooda“), ali i pojava neovisnih redatelja koji su školovani u filmskim školama, doveli su do značajnih promjena filmskog medija u drugoj polovici 20. stoljeća. Od značajnijih novih utjecaja na film treba spomenuti uporabu digitalnih tehnologija od polovice 1990-ih.